# 에지리 신타로

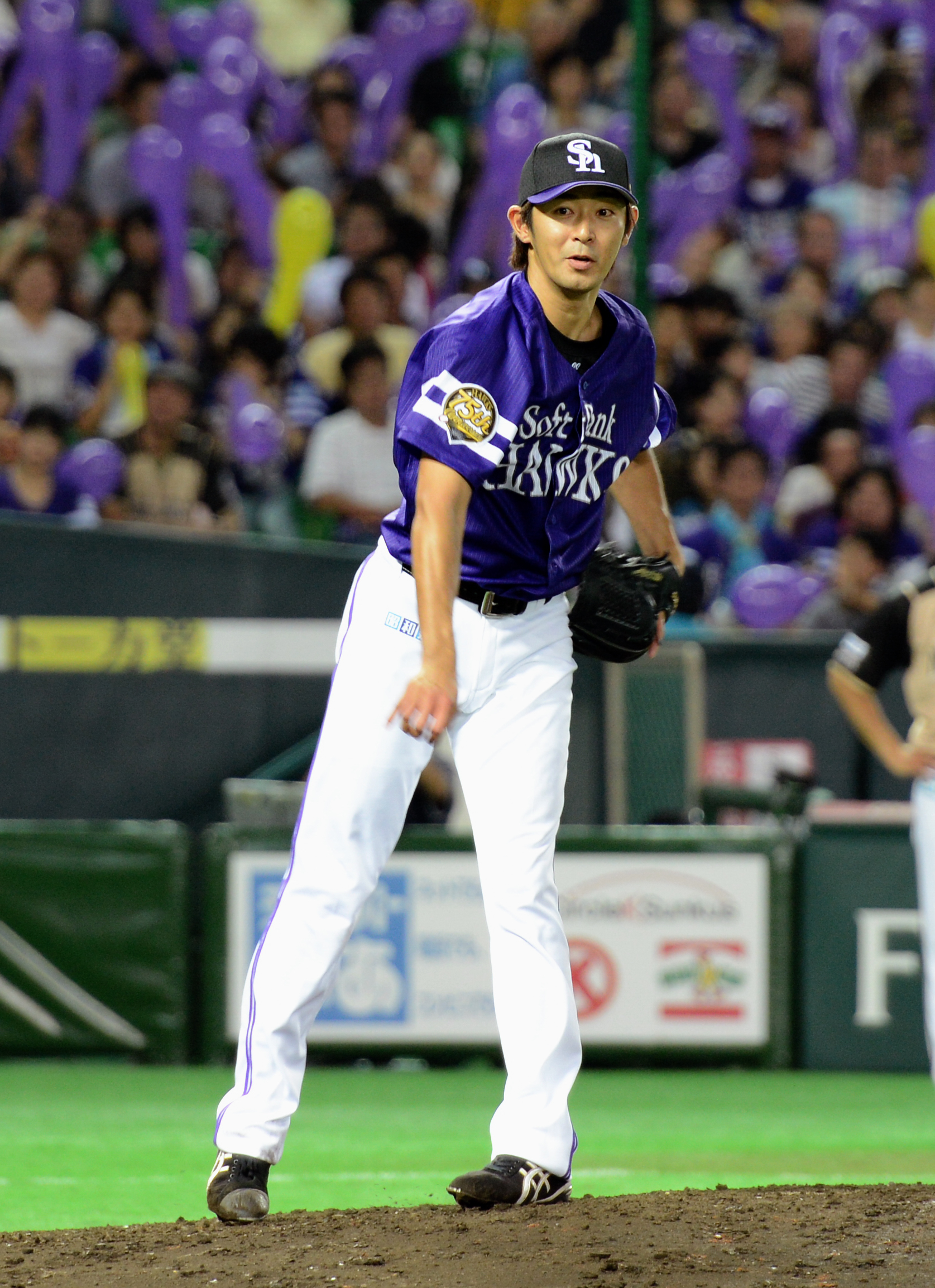
에지리 신타로

에지리 신타로(일본어: 江尻 慎太郎 えじり しんたろう[*])는 일본의 전 야구 선수이다. 1977년 4월 30일 출생. 미야기현 센다이시 출신.